# Fluoriodmethan
Fluoriodmethan ist eine chemische Verbindung aus der Gruppe der aliphatischen und gesättigten Halogenkohlenwasserstoffe bzw. der Dihalogenmethane.

## Gewinnung und Darstellung
Fluoriodmethan kann durch eine Hunsdiecker-Reaktion mit Fällung von Natriumfluoracetat mit Silbernitrat, gefolgt durch eine Decarboxylierungsreaktion des hergestellten Silberfluoracetat mit Iod gewonnen werden.
Ebenfalls möglich ist die Darstellung durch Umsetzung von Diiodmethan mit Iodpentafluorid und/oder Bromtrifluorid in Gegenwart eines Aminpolyhydrofluorids.

## Eigenschaften
Fluoriodmethan ist eine farblose Flüssigkeit, die löslich in den meisten organischen Lösungsmitteln ist.

## Verwendung
Fluoriodmethan kann zur Herstellung von Fluormethan und anderen Fluorkohlenwasserstoffen verwendet werden. In fester Form kristallisiert im orthorhombischen Kristallsystem in der Raumgruppe Aem2 (Raumgruppen-Nr. 39) mit den Gitterparametern a = 8,8664 Å; b = 7,0889 Å und c = 5,4675 Å sowie 4 Formeleinheiten pro Elementarzelle.